# Акфред (герцог Аквітанії)
Акфред I (*Acfred d'Aquitaine, 860—927) — герцог Аквітанії у 926—927 роках.

## Життєпис
Походив з роду Беллонідів. Син Акфреда, графа Каркассона, та Аделінди (доньки Бернарда, графа Оверні). Про його дату нічого невідомо. Замолоду успадкував володіння в Оверні, Жеводані, Ліоне і Велей.
Разом з братом Вільгельмом II, герцогом Аквітанії, брав участь у війнах на боці Карла III Простакуватого. Згодом обіймав посади намісника в низці областей Беллонідів. У 926 році з початком чергової війни з королем Раулем I очолив війська, які повинні були перешкодити переходу ворога через річку Луара, але не зміг. Невдовзі помер Вільгельм II, а Акфред став новим герцогом Аквітанії та графом Оверні.
Військові дії тривали до жовтня 927 року, герцог Акфред помер наприкінці місяця. Після цього владу успадкував родич Ебль. Разом з тим Рауль I висунув на посаду герцога свого кандидата — Раймунда Понса, графа Тулузи.